# Вейс, Давид Лазаревич
Давид Лазаревич Вейс — переводчик художественной литературы, работник народного просвещения и издательской сферы СССР. Наиболее известен переводами произведений Г. Уэллса.

## Биография
Д. Вейс родился 26 октября 1878 г. в местечке Индура Гродненской губернии. Вскоре после рождения ребёнка семья переехала в Гродно.
В 1897 г. окончил Гродненскую гимназию. В гимназические годы стал членом марксистского кружка, вёл агитацию среди рабочих.
В 1897 г. поступил в Петербургский университет. В 1899 г. принимал активное участие в студенческих волнениях, за что неоднократно был высылаем из столицы, а затем арестован и осуждён к повторной высылке в Гродно под особый надзор полиции.
Во время революции 1905 г. принимал участие в работе издательства «Молот».
В 1906—1917 гг. работал в издательстве «Шиповник». В 1917 г. по болезни активного участия в революционных событиях не принимал.
В 1918 г. поступил на работу в Народный комиссариат просвещения и был послан инструктором в Самару, где вступил в Коммунистическую партию. В Самаре руководил Губернским отделом народного образования, читал лекции в Педагогическом институте, организовал и стал первым заведующим рабфака при Самарском университете.
Впоследствии был начальником Политпросвета войск Туркестанского фронта, затем Заволжского военного округа.
C августа 1920 г. по январь 1922 г. Д. Вейс работал заместителем заведующего Госиздатом, затем — уполномоченным Госиздата в Петрограде.
C ноября 1922 г. по 1924 г. — на руководящих должностях в издательской сфере; в 1925—1926 гг. — заместитель председателя правления издательства «Прибой» (Ленинград).
С июня 1926 г. по январь 1929 г. — заведующий издательством «Экономическая жизнь», с того же времени по декабрь 1930 г. — заведующий и председатель правления издательства «Безбожник».
С конца 1927 г. работает также помощником главного редактора Малой советской энциклопедии.
В январе 1931 г. был назначен заведующим Государственным издательством медицинской и биологической литературы (Биомедгиз) и членом правления ОГИЗ.
29 декабря 1937 г. был арестован и обвинён в участии в антисоветской террористической организации, 22 августа 1938 г. приговорен ВКВС СССР и в тот же день расстрелян. Место захоронения — Московская обл., Коммунарка.
В марте 1956 г. Д. Вейс был реабилитирован ВКВС СССР.

## Произведения Г. Уэллса в переводах Д. Вейса (с указанием года издания)
- Человек-невидимка (1910), роман
- Машина времени (1993), роман
- Война Миров (1994), роман
- Красный Гриб (1994), рассказ
- Сокровище в Лесу (1994), рассказ
- Хрустальное Яйцо (1994), рассказ
- Остров доктора Моро (2018), роман

## Отдельные источники биографических данных
- Биографическая статья о Д.Вейсе на glossword.info
- Доклады министра юстиции, 1901, лл. 86—88.
- Департамент полиции, особое отделение, 1898, № 5, ч. 6, лит. Ш; 3 д-во, 1894, № 947.
- М-во юстиции, 1900, № 11501, 1903, № 18297. «Революционное движение среди евреев» I (А. Лев, Первые шаги еврейского раб. движения в г. Гродно).
- «Рабочее Дело» IV—V, 1899, 2-й отд., 79 (Хроника революционной борьбы).
- «Листок Рабочего Дела» I, 1900, 15 (Хроника революционной борьбы).
- «Последние Известия» № 161, 1903, 8 (Петербург).
- Жертвы политического террора в СССР